# نيكو إلفيدي
نيكو إلفيدي (مواليد 30 سبتمبر 1996) هو لاعب كرة قدم. يلعب مع منتخب سويسرا لكرة القدم. سبق له أن لعب في بطولة أمم أوروبا لكرة القدم 2016 مع منتخب بلاده.

## روابط خارجية
- نيكو إلفيدي على موقع الاتحاد الدولي (مؤرشف)  (الإنجليزية)
- نيكو إلفيدي على موقع الاتحاد الأوربي (الإنجليزية)
- نيكو إلفيدي على موقع إي إس بي إن إف سي (الإنجليزية)
- نيكو إلفيدي على موقع قاعدة بيانات كرة القدم.إي يو (الإنجليزية)
- نيكو إلفيدي على موقع ناشيونال فوتبول تيمز (الإنجليزية)
- نيكو إلفيدي على موقع Soccerbase.com (لاعب) (الإنجليزية)
- نيكو إلفيدي على موقع Soccerway.com (الإنجليزية)
- نيكو إلفيدي على موقع عالم كرة القدم.نت (الإنجليزية)
- نيكو إلفيدي على موقع كووورة
- نيكو إلفيدي على موقع AS.com (الإسبانية)